# Amenhotep I
Amenhotep I Djeserkare was een farao van de 18e dynastie, in het tijdvak het nieuwe rijk in de oud-Egyptische geschiedenis. De koning was bekend onder de naam Amenhotep, Amenophis of Amenothis door Manetho. Hij regeerde zo'n twintig jaar en stierf rond zijn 35ste.

## Biografie
Koning Amenhotep-Djeserkare was een zoon van Ahmose I en Ahmose-Nefertari. Zijn broer Ahmose Sipair, de eigenlijke kroonprins, stierf voordat hij kon regeren. De koning was nog jong toen hij aan de macht kwam en zijn moeder fungeerde een tijdje als regent. Zijn vrouw werd Ahmose-Meritamon met wie hij een zoon kreeg, Amenemhat genaamd. Amenemhat had als vrouw Ahhotep II, maar hij stierf al jong en zonder erfgenamen. Na de dood van Amenhotep I kwam de militaire leider Thoetmosis I, die getrouwd was met een dochter van Ahmose, Aahmes, aan de macht, gelegitimeerd door de afkomst van zijn vrouw.
Hij was koning van Egypte van (ca.) 1525 tot 1504 v.Chr. De koning regeerde volgens Manetho twintig jaar en zeven maanden. Amenhotep I erfde een stabiel koninkrijk van zijn vader Ahmose en in zijn tijd groeide Egypte verder in welvaart en macht. Onder de farao was Thebe hoofdstad van het Nieuwe Rijk. De koning werd samen met zijn moeder vereerd tot aan de late tijd, als schutspatroon van de necropolis van Thebe.
Hij voerde oorlog in Nubië tegen het land Koesj in het verre zuiden en benoemde er een onderkoning. Daarnaast voerde hij ook oorlog tegen  de Libiërs en in Azië. De vallei van de Eufraat moest hij echter voorlopig nog in de handen van de grote rivaal Mitanni laten.
Zijn naam betekent: "Amon is tevreden" zijn tweede naam, aangenomen bij zijn kroning, betekent: "Heilig is de ziel van Re".

## Mummie
Het graf van Amenhotep I werd ongeveer vierhonderd jaar na zijn overlijden geplunderd. Ook de mummiekist werd daarbij geopend, maar na de roof weer dichtgedaan; volgens hiërogliefen op de mummiekist door priesters. De mummie werd twee keer opnieuw ingepakt. Dat gebeurde de eerste keer door de hogepriester Pinedhjem I. Zijn zoon Masaharta deed het een decennium later nog een keer.
De mummie werd vervolgens herbegraven in een rotsgraf dat lang verborgen bleef. Lokale bewoners ontdekten eind negentiende eeuw de mummiekist en in 1881 werd die door de overheid overgebracht naar het Boulaq Museum in Caïro en daarna naar een paleis in Gizeh. In 1902 werd hij overgebracht naar het Egyptisch Museum.
De verpakking van de mummie werd niet meer ontrafeld, omdat men het zonde vond om de linnen windsels bedekt met bloemenkransen aan te tasten. In februari 1932 en in 1967 werd röntgenonderzoek op de mummie uitgevoerd. Daaruit bleek dat de linkeronderarm was afgebroken. Op 4 mei 2019 werd de mummie doorgelicht middels een ct-scan, een van de mummies waarmee dat gebeurde in het kader van het Egyptische Mummie Project. Uit dat onderzoek kwam naar voren dat ook zijn hoofd is afgebroken, maar net als de linkeronderarm kunstmatig weer aan het lichaam is vastgemaakt. Zijn penis was besneden. De lengte bij leven van Amenhotep I werd geschat op 168,5 cm (± 3 cm). Een doodsoorzaak werd niet gevonden. Vermoed wordt dat de armen oorspronkelijk gekruist op de borst lagen, waarmee de mummie van Amenhotep I van alle koningen uit het Nieuwe Rijk het vroegst bekende voorbeeld is van deze Egyptische 'koninklijke houding'. 
De mummie draagt een metalen gordel (waarschijnlijk van goud) en is behangen met een dertigtal amuletten en juwelen. Onderzoekers vermoeden dat dit veel minder is dan toen Amenhotep I in zijn oorspronkelijk graf werd gelegd. De bloemen op de mummie zijn blauw, rood en geel van kleur. De soorten die werden aangetroffen zijn die van de Carmanthus tinctorius, Acacia nilotica, Sesbania egyptiaca en Delphinium orientale.

## Kunst en cultuur
Er zijn weinig tot geen schilderingen uit zijn leven overgebleven; de meeste zijn grafschilderingen. Het is dus onmogelijk te zeggen hoe de schilderkunst in zijn leven is gevormd. Maar tijdens zijn leven is er wel veel literatuur geproduceerd. In zijn tijd is het Amdoeat (Boek van de onderwereld) gevormd en kreeg het zijn uiteindelijke vorm die werd gebruikt in het Nieuwe Rijk. Het Ebers-papyrus, een papyrus die de voornaamste bron vormt voor de Oud-Egyptische medicijnen kwam ook uit deze tijd. Ook de eerste waterklok werd uitgevonden in deze tijd, maar de oudste bestaande stamt uit de tijd van Amenhotep III.
Amenhotep I was de eerste koning die zijn dodentempel scheidde van zijn graftombe. Deze traditie, die hier begonnen werd, werd gevolgd door alle heersers van het nieuwe rijk. Hij bouwde zijn tempel in het noorden van Deir el-Bahari, maar er is weinig van overgebleven. Hatsjepsoet bouwde haar enorme tempel ook op deze plek en moest noodgedwongen een deel van de tempel en de schrijn voor Hathor weghalen.
De locatie van de oorspronkelijke tombe van de koning is niet bekend. Uit overlevering uit de tijd van Ramses IX bleek nog dat het intact was, maar de locatie was niet aangegeven. Er zijn twee mogelijke locaties waar de nog niet herontdekte tombe zich kan bevinden. In het Dal der Koningen kan het Graf DK 39 zijn of in de regio Dra' Abu el-Naga', vlak bij Deir el-Bahari, tombe ANB. Tombe ANB wordt beschouwd als meest geschikte plek, omdat in dat object zijn naam en die de leden van zijn familie worden verkondigd. Opgravingen in Graf DK 39 hebben aangetoond dat dit een plek vormde voor opslag.

## Bouwwerken
- Graf DK 39 in de Vallei der Koningen
- Graftombe ANB in Dra' Abu el-Naga'
- Begonnen met de tempel van Amon in Karnak, diverse pylonen en een heilige bark voor Amon, naar de Witte kapel van Senoeseret III.
- Kapel voor Hathor in Deir el-Bahari.
- Gebouwen in Elephantine, Kom Ombo, Abydos en de tempel van Nechbet in El-Kab.
- Tempel in Saï, een eiland in Nubië
- Tempels in Serabit el-Khadim in de Sinaï

## Galerij

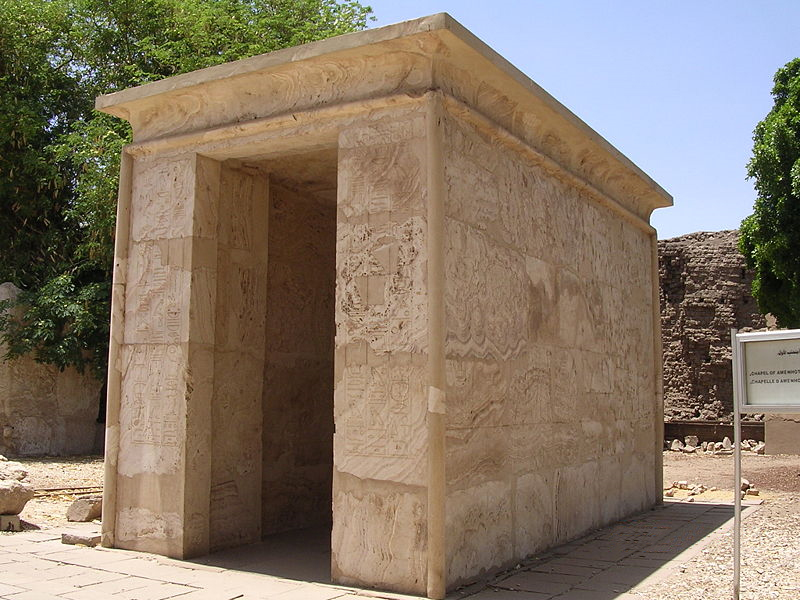
Albasten kapel van farao Amenhotep I te Karnak
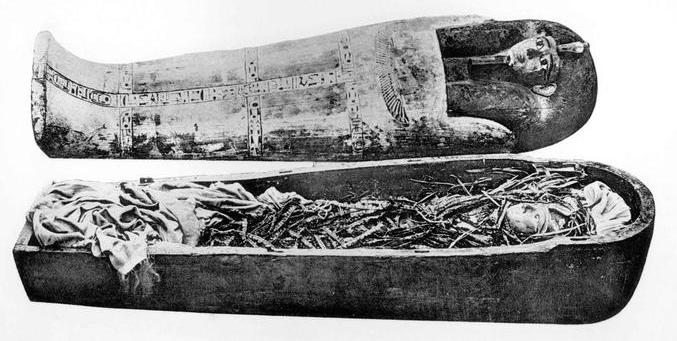
Sarcofaag met mummie van farao Amenhotep I Vindplaats in DB 320, westoever van de Nijl bij Luxor
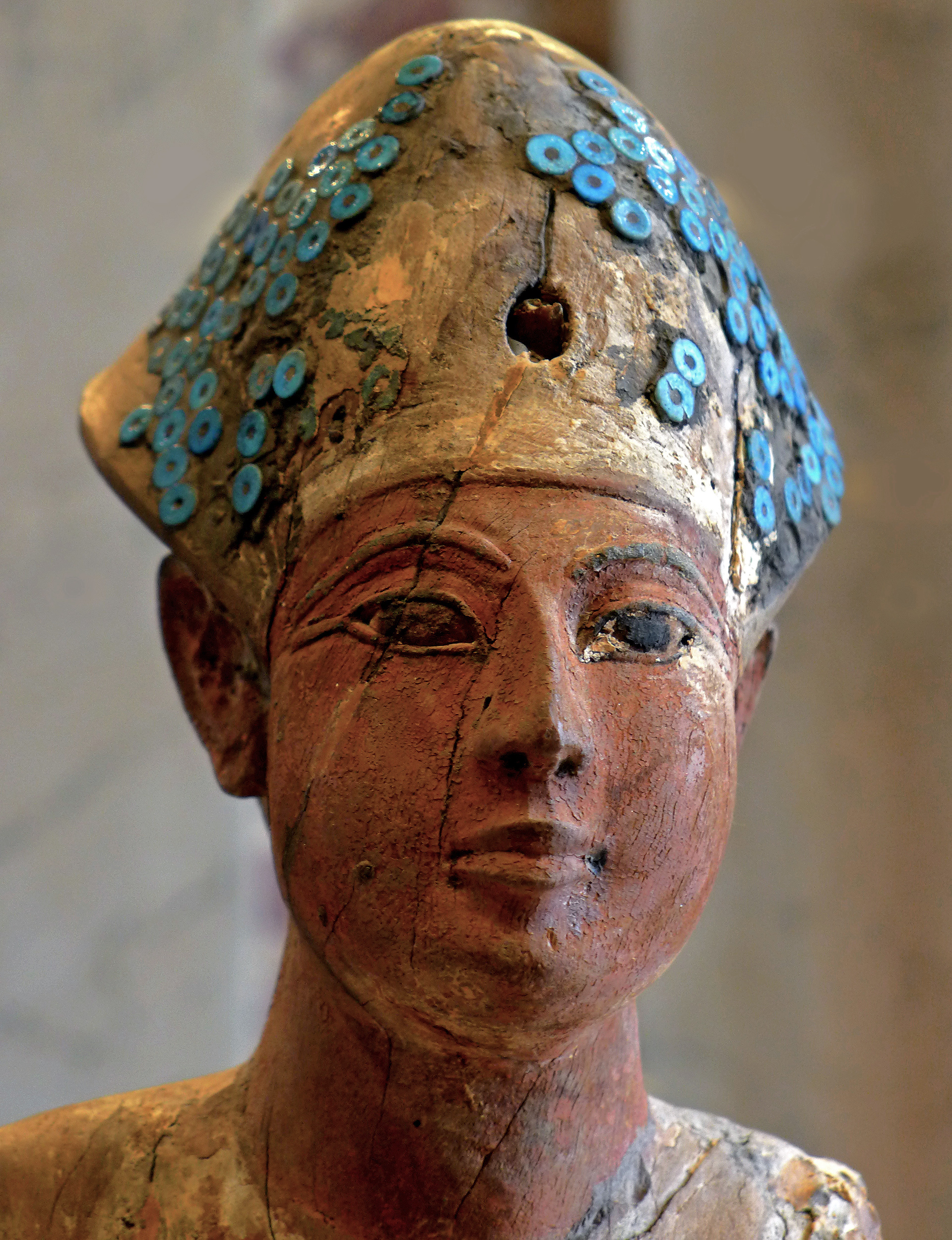
Hoofd van een beeld van farao Amenhotep I of van farao Ramses II Louvre
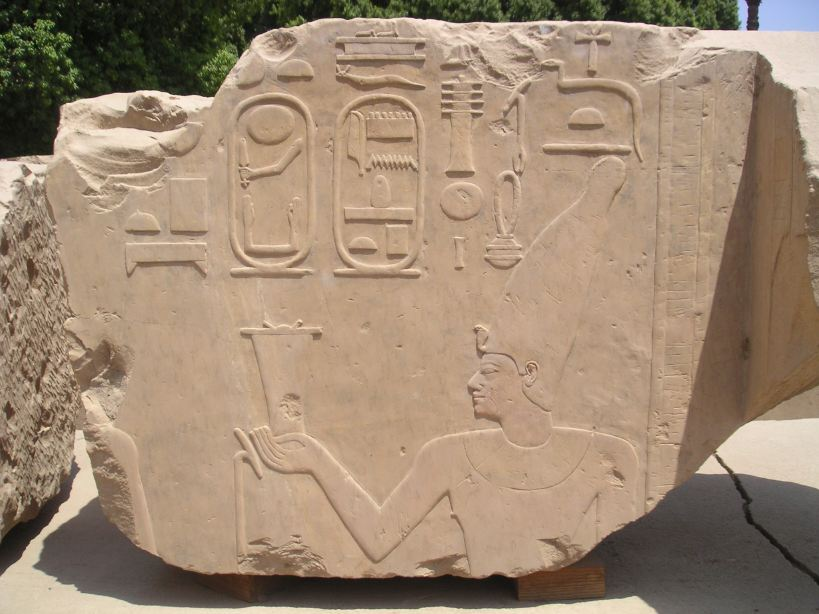
Reliëf van farao Amenhotep I uit de tempel van Amon Karnak Openlucht Museum
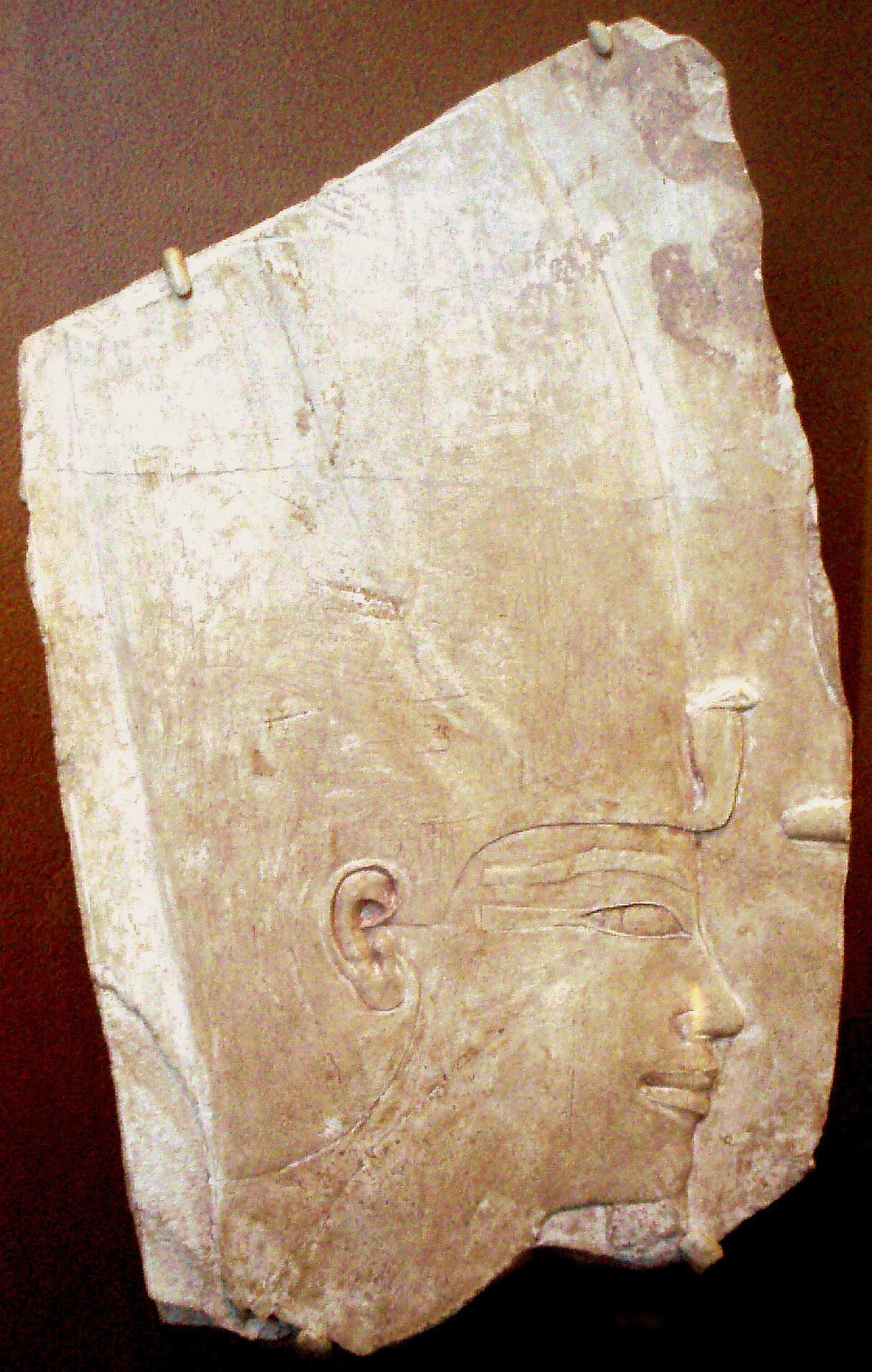
Reliëf van farao Amenhotep I met witte kroon van Boven-Egypte Brooklyn Museum
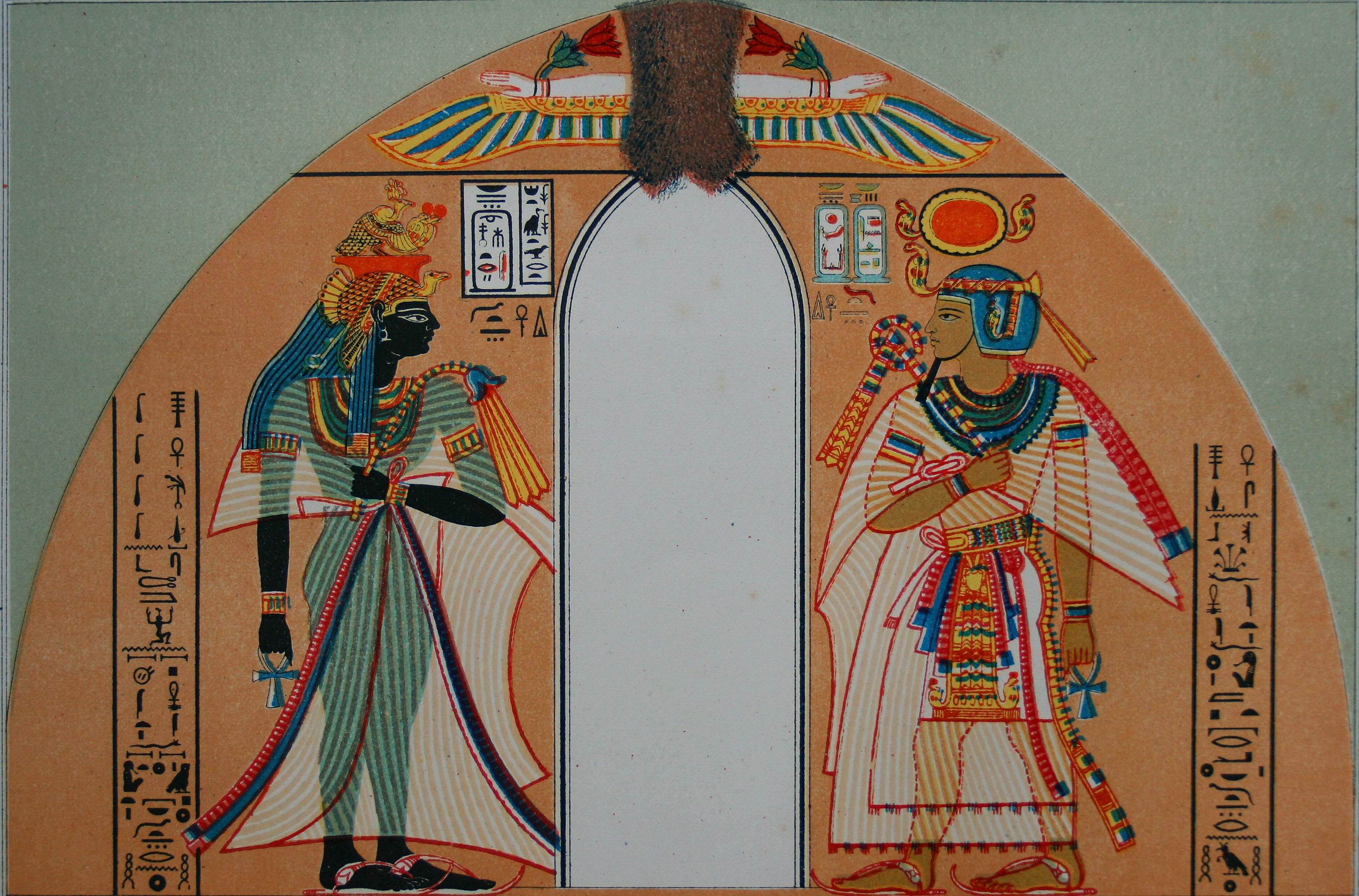
Amenhotep I samen met zijn moeder Ahmose-Nefertari (1881), tekening van fresco uit het boek Illustrierte Culturgeschichte für Leser aller Stände van Carl Faulmann
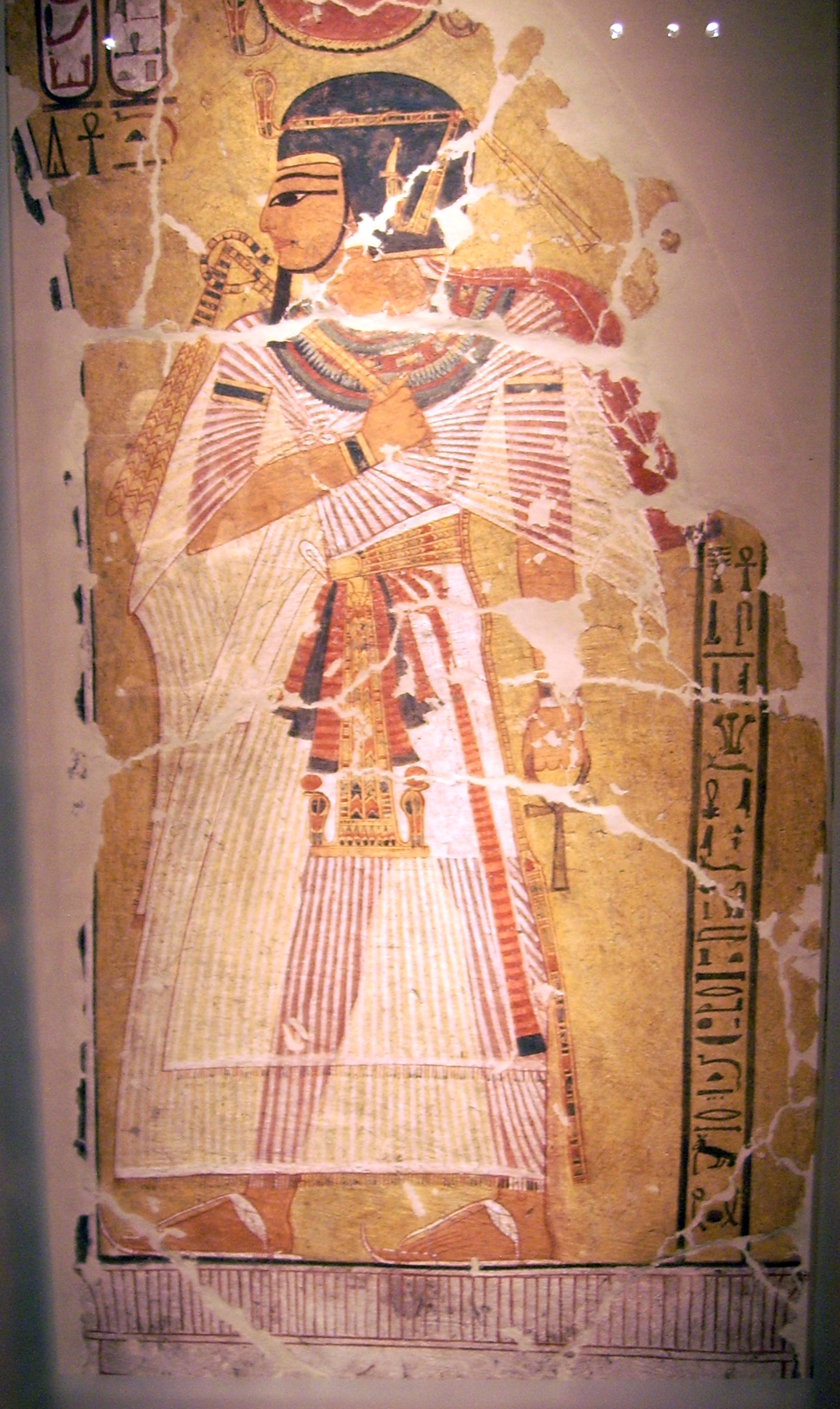
Fresco van Amenhotep I (1190-1180 v. Chr.) Ägyptisches Museum Berlin

- Gemeinsame Normdatei: 118648780
- Library of Congress Control Number: n79028837
- Nationale Bibliotheek van Israël: 987007432139705171
- Nederlandse Thesaurus van Auteursnamen: 070973792
- Système universitaire de documentation: 149597843
- Virtual International Authority File: 289792189
- WorldCat: E39PCjyg7MFyT3gPFy4BHRT3ry